# Угурлубеков, Рагим-бек
Рагим-бек Угурлу-бек оглы Угурлубеков (азерб. Rəhim bəy Uğurlu bəy oğlu Uğurlubəyov; 17 марта 1814—1864) — российский военный деятель, майор; азербайджанский поэт.

## Жизнь
Происходил из дворян города Шуша. Отец Рагим-бека, Угурлу-бек Джеваншир исполнял при Мехти Кули-хане Карабахском должность военачальника. Братья Фараджулла-бек (полковник), Ибрагим-бек (прапорщик) и Гасан-бек (прапорщик) также являлись офицерами русской службы.
В службу Рагим-бек вступил в 1-й конно-мусульманский (азербайджанский) полк, сформированный в годы русско-турецкой войны (1828—1829) из жителей Карабахской провинции. Всего в этот период главнокомандующим Отдельным Кавказским корпусом, генерал-адъютантом графом Паскевичем-Эриванским из жителей азербайджанских провинций были сформированы четыре конно-мусульманских полка и Конница Кянгерлы.
В 1831 году в чине штабс-капитана был в походе против восставших поляков, за боевые отличия награждён орденом св. Владимира 4-й степени с бантом.
2 апреля 1834 года переведён в лейб-гвардии команду мусульман Собственного ЕИВ конвоя. 31 октября 1839 года произведён в капитаны.
4 декабря 1854 года произведён в майоры.
Умер 11 октября 1864 года.

## Творчество
Поэт Касым-бек Закир на протяжении достаточно долгого времени так и не мог реабилитироваться от клеветы и навета. Служивший в то время в Канцелярии наместника кавказского М.Ф. Ахундов, поняв всю трагичность ситуации, пишет заявление от его имени в Петербург. Приложив к этому заявлению и другие необходимые документы, он отправил его в Петербург с помощью родственника Закира, Рагим-бека Угурлу бек оглы. Отец Рагим бека, Угурлу-бек из рода Джеваншира, некогда был одним из наибов и в то же время другом  Мехти Кули-хана Карабахского. После упразднения Карабахского ханства служил младшим чиновником в чине капитана. Сын же его, близкий друг М.Ф. Ахундова, Рагим бек находился на службе в управлении Кавказского наместничества в Тифлисе в чине майора. Закир проявлял огромное доверие к Рагим-беку. Тот факт, что Закир отправил ему памфлет, посвященный Хасай-хан Уцмиеву, мужу его племянницы Натаван, также доказывает существование между ними крайне близких отношений.
Рза Кули-бек Везиров так комментирует эти строки: «Рагим бек Угурлубеков постарался, взяв с собой в Петербург заявления, написанные по инициативе и наставлениям Мирза Фатали Ахундова. Мирза Фатали, действуя согласно тексту заявления, наконец, сумел переубедить правителя и спасти Закира. Если кто-то еще посодействовал в этом деле, то их имена нам неизвестны».
Салман Мумтаз, ссылаясь на Рза Кули бека, так описывает выдержку и победу Закира в этой борьбе в преклонном возрасте: «Тарханов и богачи не полностью, а только лишь частично добились своего. Ни один из друзей Закира не откликнулся на его просьбу о помощи. Только М.Ф. Ахундов и Рагим-бек Угурлубеков проявили мужество и покровительство».